# Hairography
"Hairography" er den 11. episode af den amerikanske tv-serie Glee. Episoden blev vist på Fox den 25. november 2009. Episoden er skrevet af seriens skaber Ian Brennan, og er instrueret af Bill D'Elia. Episoden introducerer New Directions' rivaliserende kor, Jane Addams Girls Choir, som er for piger, som er løsladt fra ungdomsfængsel og Haverbrook Deaf Choir. Cheerleadertræner Sue Sylvester (Jane Lynch) saboterer New Directions, ved at give deres sætliste til sektionskonkurrencen til de konkurrerende klubber. Quinn (Dianna Agron) revurderer sine adoptionsplaner, men i sidste ende vender hun tilbage til ideen om at bortadoptere sit barn. Rachel (Lea Michele) forsøger uden held at tiltrække Finn (Cory Monteith).
Rapper Eve gæstestjerner som Grace Hitchens, korleder for Jane Addams Girls Choir og So You Think You Can Dance-deltagere Katee Shean, Kherington Payne og Comfort Fedoke vises som medlemmer af sin gruppe. Episoden har forsiderne af otte sange, herunder en mash-up af " Hair "fra musicalen Hair og " Crazy in Love "af Beyoncé featuring Jay-Z . studieoptagelser af alle, men en af de sange, der udføres i episoden blev udgivet som singler , til rådighed for digital download .
"Hairography" blev set af 6,1 millioner amerikanske seere og modtog blandede anmeldelser fra kritikerne. Raymund Flandez fra The Wall Street Journal, anså episodens mash-up, som en af de værste i sæsonen, hvilket Zap2its Liz Pardue var enig med ham i, da hun anså præstationenen som værende "hæslig". Flandez, Pardue og Mike Hale fra New York Times mente alle, at det var upassende for New Directions at afbryde døvekorets udførelse af "Imagine", mens Bobby Hankinson fra Houston Chronicle mente, at korrekturlæsere havde brug for at "indse, at dette show prikker til alle, men det har altid et kys og et kram og masser og masser af kærlighed bag det."

## Plot
New Directions' instruktør Will Schuester (Matthew Morrison) har mistanke om, at cheerleadertræner Sue Sylvester (Jane Lynch) har lavet aftalt spil med de rivaliserende kor, og besøger Jane Addams Academy, som er for piger, som er for nylig er blevet løsladt fra ungdomsfængslet. Da deres korleder Grace Hitchens (Eve) afslører omfanget af skolens underfinansiering, inviterer Will hendes klub til at performe i McKinley Highs auditorium. Will bliver intimideret af deres modstand, men Rachel (Lea Michele) forsikrer ham om, at pigerne bruger "hairography", som er dramatiske hårkastning, for at distrahere fra det faktum, at deres sang og danseevner er begrænset. Will køb parykker til New Directions 
og for at få dem til at udnytte hairography selv, og udfører et mash-up af "Hair" and "Crazy in Love". Dalton Rumba (Michael Hitchcock), korleder på Haverbrook School for the Deaf, føler sig forbigået af invitationen Will gav til Jane Addams Academy, og sørger for at døvekoret også udfører på McKinley High. Hans klub laver duetter med New Directions på John Lennon 's "Imagine", og Will indser, at den nye mash-up og hairography rutine ikke fungerer. Han fjerner den fra klubbens sætliste og erstatte den med en opførelse af "True Colors". Ukendt for Will, Sue afslører to sange fra New Directions sætliste for sektionskonkurrencen til Grace og Dalton, hvilket tyder på at de vil få deres egne klubber, til at udføre dem, for at få et forspring i konkurrencen.
Quinn (Dianna Agron) begynder at tvivle på hendes beslutning om at give hende baby til Wills kone Terri (Jessalyn Gilsig),, og bestemmer sig til at have baby med Puck (Mark Salling) i stedet for Finn (Cory Monteith). Hun fortæller Terri, at hun ønsker at beholde barnet, men i et forsøg på at få Quinn til skifte mening, får Terri sin søster Kendra (Jennifer Aspen) til at lade Quinn babysitte hendes tre uregerlige sønner. Quinn opfordrer Puck at babysitte med hende og de to har et bånd, men da Quinn opdager, at Puck tilbragte aftenen med at skrive sexbeskeder til sin ekskæreste Santana (Naya Rivera), forpligter hun igen sig til at bortadoptere barnet, i den tro at hendes datter fortjener en bedre far.
Kurt (Chris Colfer) giver Rachel en make-over, angiveligt for at hjælpe hende at tiltrække Finn, men i virkeligheden forsøger Kurt, at sabotere hendes chancer med ham.

## Modtagelse
"Hairography" blev set af 6,1 millioner amerikanske seere, og opnået en bedømmelse på 2,5 ud af 7 i aldersgruppen 18-49. Dens seertallet var lav for sæson, i forhold til at episoden blev vist aftenen før Thanksgiving, da alle de store netværk oplevede reduceret ratings. I Canada, var det toogtyvende mest sete show for ugen, da 1.370.000 seere så med.
I Storbritannien blev episoden set af 2.231.000 seere (1.886.000 på kanalen E4, og 345.000 på E4+1), og blev den mest sete show på E4 og E4+1 i ugens løb, og den mest sete show på kabeltv for ugen, såvel som den mest sete episode af serien på det tidspunkt. Lynda K. Walker, Ann Marie Luddy, Michael Ward og Gina Bonacquisti blev nomineret til "Outstanding Hairstyling for a Single-Camera Series" ved 62. Primetime Emmy Awards for deres arbejde med episoden.
Episoden fik blandede anmeldelser fra kritikerne. Raymund Flandez fra The Wall Street Journal var kritisk over New Directions' mash-up præstationer, og at skønner det er en af de værste præstationer i sæsonen. Han nød døvekorets gengivelse af "Imagine", men ønskede, at New Directions ikke havde afbrudt og joinet dem. Mike Hale fra New York Times misbilligede også New Directions deltagelse med døvekoret, og skriver, at "Imagine: "ser ud til at være det bedste i episoden", indtil New Directions" torpederede øjeblikket." Liz Pardue fra Zap2it følte, at med "Hairography" "var [Glee] ikke på sit bedste", og anså skrivningen som mindre skarp end normalt og observerede, at graviditetshistorien sløvede episoden for hende. Pardue følte, at New Directions møvede sig ind i Haverbrooks fremstilling af "Imagine", som hun fandt "lidt fornærmende", og observere at: "Gode intentioner, men krybende resultat." Pardue kritiserede også mash-upet af "Hair" og "Crazy in Love", som blev beskrevet som "hæslig".
Gerrick D. Kennedy fra Los Angeles Times var generelt mere positiv med hensyn til episodens musikalske forestillinger, men var dog kritisk over for den igangværende graviditetshistorie, at bemærkede, at han krympede sig, da Quinn blev vist på skærmen. Omvendt nød Bobby Hankinson fra Houston Chronicle Quinn i episoden, og skriver, at: "Jeg elsker, at hun kan holde hendes Mean Girls-kant samtidig med at være hjerteskærende trist eller glad, som da hun sang "Papa Don't Preach". 
Han imødegik kritikken af skildringen af New Directions' rivaliserende kor, tyder: "på dette tidspunkt, har alle brug for at indse, at dette show prikker til alle, men det har altid et kys og et kram og masser og masser af kærlighed bag det." Entertainment Weeklys Dan Snierson revideret episoden positivt, kaldte "Imagine"-præstationen "en klassisk feel-good Glee øjeblik, der vrimler med sappy men ubestridelige hjerter", mens Aly Semigran fra MTV anså det, som hendes foretrukne musikalske øjeblik fra showet, og havde en følelsen af, at det: "hædrede den klassiske sang på en respektfuld måde."

## Eksterne links
- Hairography på Internet Movie Database (engelsk)
- "Hairography" Arkiveret 13. januar 2015 hos  Wayback Machine at TV.com